# لئون دیویس
لئون دیویس (انگلیسی: Leon Davies؛ زادهٔ ۲۲ نوامبر ۱۹۹۹) بازیکن فوتبال است.
از باشگاه‌هایی که در آن بازی کرده‌است می‌توان به باشگاه فوتبال کمبریج یونایتد اشاره کرد.